# Myopites tenellus
Myopites tenellus es una especie de insecto del género Myopites de la familia Tephritidae del orden Diptera.

Georg von Frauenfeld la describió en el año 1863.
Se encuentra en Europa.